# Pyrenogaster
Pyrenogaster is een geslacht van schimmels behorend tot de familie Geastraceae. Het typegeslacht is Pyrenogaster pityophilus. Het geslacht had drie soorten, maar deze zijn allen heringedeeld naar andere geslachten.